# Но (језеро)
Језеро Но (енгл. Lake No) је језеро у Јужном Судану. Налази се северно од мочварне области Суд, на саставу река Бахр ел Џабал и Бахр ел Газал. Ово језеро представља место где Бахр ел Џабал постаје Бели Нил. Језеро Но се налази око 1.156 км низводно од Албертовог језера Уганди, које је највеће језеро на току Белог Нила пре језера Но. Овај предео се сматра центром области у којој живи народ Нуер.